# Cladochaeta
Cladochaeta é um género botânico pertencente à família Asteraceae.